# La Charrette bleue
La Charrette bleue est un récit autobiographique de l'écrivain français René Barjavel, paru en 1980. L'auteur raconte son enfance dans la boulangerie provençale de ses parents à Neuille.

## Présentation
L'auteur évoque tout d'abord la vie de ses parents avant sa naissance, puis son arrivée, son entrée à l'école, l'impact de la Première Guerre mondiale sur son enfance et la mort de sa mère, atteinte de la maladie du sommeil.

## Suite
Ce récit présente une suite avec Journal d'un homme simple qui retrace les débuts littéraires de René Barjavel.

## Distinctions
Cette œuvre a reçu le prix Saint-Simon 1980.

## Éditions françaises
- Denoël, 1980  (ISBN 2-2072-2618-2).
- Gallimard, collection Folio no 1406, 1982, couverture de Jean-Pierre Laurens.